# Secretaría de Inteligencia de Estado
La Secretaría de Inteligencia de Estado (SIDE) es un servicio de inteligencia dependiente de la Presidencia de la Nación que funciona como órgano rector del Sistema de Inteligencia Nacional (SIN) de Argentina. La SIDE es responsable de dirigir y controlar los distintos organismos que componen al SIN, además de controlar el presupuesto de las direcciones de inteligencia de los ministerios de Defensa y Seguridad Nacional.

## Historia

### Predecesores
La SIDE tiene sus orígenes en la Coordinación de Informaciones de Estado (CIDE), una agencia de inteligencia creada durante el primer gobierno de Juan Domingo Perón para llevar a cabo operaciones de inteligencia a nivel doméstico y extranjero y para suplir de información al Gobierno Nacional.Antes de la creación de la CIDE las tareas de inteligencia no estaban centralizadas y eran llevadas a cabo por las agencias individuales de las Fuerzas Armadas argentinas.En 1955, durante la Revolución Libertadora, la agencia sufrió una reestructuración, en donde, pasó a denominarse Secretaría de Informaciones del Estado (SIDE), se llevó a cabo la purga de funcionarios y se puso el enfoque en perseguir y espiar a la resistencia peronista.
Durante la última dictadura militar la SIDE, coordinando a los servicios de inteligencia de las distintas fuerzas, fue la columna vertebral del diagrama represivo, encargándose de recopilar la información de todas las estructuras que había que “atacar” y personas que había que “desaparecer” y participando también en el secuestro y desaparición forzada de personas. 
En 2015, durante la presidencia de Cristina Fernández de Kirchner, se disolvió oficialmente la SIDE y fue reemplazada por la Agencia Federal de Inteligencia (AFI). La justificación dada por la presidenta sobre este cambio fue que la secretaría de inteligencia no había servido a los intereses nacionales y que su disolución era una deuda de la democracia.Junto a la creación de la AFI, se traspasó la Dirección de Observaciones Judiciales, encargada de llevar a cabo la intervención de la comunicación de personas espiadas, al Ministerio Público Fiscal.

### Creación
En julio de 2024, durante la presidencia de Javier Milei, se creó nuevamente la Secretaría de Inteligencia de Estado, bajo una estructura organizacional nueva. El decreto que estableció su creación hizo referencia sobre el deterioro del Sistema de Inteligencia Nacional, los atentados terroristas contra la Embajada de Israel y la AMIA, la muerte no esclarecida del fiscal Alberto Nisman y al intento de asesinato a Cristina Fernández de Kirchner.Luego de casi un año de su creación, la SIDE estableció su primer Plan de Inteligencia Nacional (PIN), documento en el cual se fijan los objetivos en los que se trabajarán en los próximos años. 

## Presupuesto
El presupuesto previsto para el año 2024 de la extinta Agencia Federal de Inteligencia era de más de 15 500 millones de pesos, sin embargo, tras la creación de la SIDE, el Gobierno otorgó como presupuesto unos 137 mil millones, una suba del 778 %. Mediante el DNU 656/24, el Poder Ejecutivo asignó fondos reservados para el organismo por un total de 100 mil millones de pesos. El decreto fue rechazado por la Cámara de Diputados y la de Senadores por lo que quedó anulado, sin embargo, según los datos del presupuesto abierto, de los 136 742 millones de presupuesto que tenía el organismo antes de la anulación del decreto, unos 103 mil millones ya se habían ejecutado para ese entonces.
Para 2025, el presupuesto asignado a la SIDE fue de 80 872 millones, estando 13 436 millones establecidos como gastos reservados.

## Estructura organizacional

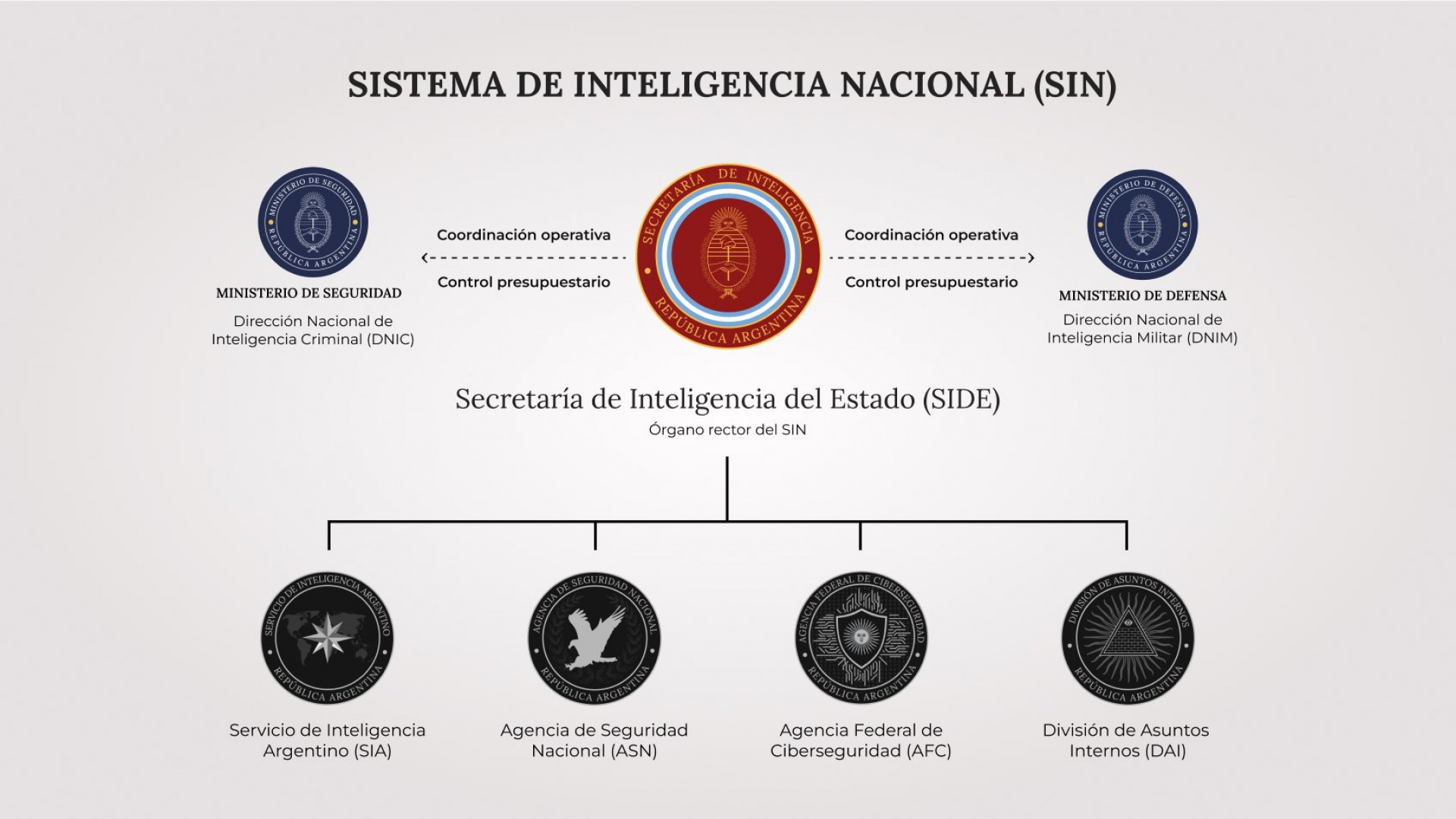
Sistema de Inteligencia Nacional

Es dirigida por un secretario el cual dispone del rango y jerarquía de un ministro y es designado por el presidente de la Nación. 
Desde su creación, dentro del ámbito de la SIDE existen 4 organismos desconcentrados los cuales cuentan con una autonomía técnica-funcional, pero son controlados y coordinados por la SIDE:
- Servicio de Inteligencia Argentino (SIA)
- Agencia de Seguridad Nacional (ASN)
- Agencia Federal de Ciberseguridad (AFC)
- División de Asuntos Internos (DAI)

La SIDE también posee la Escuela Nacional de Inteligencia (ENI), institución donde se forman a los aspirantes y a los agentes de la secretaría, a través de cursos permanentes y obligatorios.

## Secretarios de Inteligencia
| N.º                                          | Secretario                                   | Partido                                      | Partido                                      | Periodo                                      | Presidente                                   |
| SECRETARÍA DE INTELIGENCIA DEL ESTADO (SIDE) | SECRETARÍA DE INTELIGENCIA DEL ESTADO (SIDE) | SECRETARÍA DE INTELIGENCIA DEL ESTADO (SIDE) | SECRETARÍA DE INTELIGENCIA DEL ESTADO (SIDE) | SECRETARÍA DE INTELIGENCIA DEL ESTADO (SIDE) | SECRETARÍA DE INTELIGENCIA DEL ESTADO (SIDE) |
| -------------------------------------------- | -------------------------------------------- | -------------------------------------------- | -------------------------------------------- | -------------------------------------------- | -------------------------------------------- |
| 1                                            | Sergio Neiffert                              |                                              | Independiente                                | 15 de julio de 2024-Actualidad               | Javier Milei                                 |

## Controversias

### Denuncia de Nicolás Maduro
Tras las polémicas elecciones de Venezuela, el presidente de Venezuela, Nicolás Maduro, denunció que el gobierno de Argentina financió, con fondos de la SIDE, supuestos ataques cibernéticos masivos contra Venezuela.

### Plan de Inteligencia Nacional
En junio de 2025, a pesar de que los planes de inteligencia son documentos secretos que sólo son compartido con la Comisión Bicameral de Control de los Organismos de Inteligencia del Senado de la Nación, el periodista de investigación Hugo Alconada Mon aseguró que pudo acceder a una copia del plan y denunció que uno de los objetivos del PIN era recabar información de quienes busquen erosionar la confianza de la opinión pública sobre los funcionarios del país.Este plan también fue denunciado por la ONG CELS que acusó a la SIDE de poder espiar a periodistas y opositores políticos.